# Franco Malerba
Pour les articles homonymes, voir Malerba.
Franco Malerba est un spationaute italien né le 10 octobre 1946.

## Biographie
Il a été député européen pour Forza Italia[Quand ?][réf. nécessaire].

## Vols réalisés
Il réalise un unique vol le 31 juillet 1992, à bord du vol Atlantis STS-46, en tant que spécialiste de charge utile.

## Honneur
L'astéroïde (9897) Malerba porte son nom.